# René Andrle
René Andrle (Litoměřice, Regió d'Ústí nad Labem, 1 d'abril de 1974) va ser un ciclista txec que fou professional del 1999 al 2008. Del seu palmarès destaca el Campionat nacional en ruta de 1995. Un cop retirat s'ha dedicat a la direcció esportiva.

## Palmarès
- 1995
  -  Campió de Txèquia en ruta
  - Vencedor d'una etapa a la Volta a Hessen
- 1997
  - Vencedor d'una etapa a la Volta a Àustria
- 1999
  - Vencedor d'una etapa a la Tour de Bohèmia
- 2000
  - 1r a la Volta a Eslovàquia i vencedor d'una etapa
- 2001
  - Vencedor d'una etapa al Gran Premi Internacional de ciclisme MR Cortez-Mitsubishi
- 2002
  - Vencedor d'una etapa a la Volta a Múrcia
- 2006
  - Vencedor d'una etapa a la Dookoła Mazowsza

### Resultats al Tour de França
- 2003. 83è de la classificació general

### Resultats a la Volta a Espanya
- 2004. 110è de la classificació general

### Resultats al Giro d'Itàlia
- 2001. 62è de la classificació general
- 2005. 62è de la classificació general